# Veeraganur
Veeraganur é uma panchayat (vila) no distrito de Salem, no estado indiano de Tamil Nadu.

## Demografia
Segundo o censo de 2001, Veeraganur tinha uma população de 10,534 habitantes. Os indivíduos do sexo masculino constituem 51% da população e os do sexo feminino 49%. Veeraganur tem uma taxa de literacia de 59%, inferior à média nacional de 59.5%: a literacia no sexo masculino é de 68% e no sexo feminino é de 50%. Em Veeraganur, 11% da população está abaixo dos 6 anos de idade.